# Gai Semproni Bles
Gai Semproni Bles (llatí: Gaius Sempronius Blæsus) o Gneu Semproni Bles (llatí: Cneus) va ser un magistrat romà. Formava part de la gens Semprònia, i era de la família dels Bles, d'origen plebeu.
Era tribú de la plebs l'any 211 aC. Va portar Gneu Fulvi Flac a judici per haver perdut el seu exèrcit a la Pulla en la Primera Batalla de Herdonia davant d'Hanníbal i la seva posterior fugida. Va aconseguir l'exili de l'acusat.
Alguns autors opinen que el seu nom (que es pot llegir només abreujat i sembla que era "Cn") podria ser en realitat Gai i, per tant, sigui la mateixa persona que el tribú de la plebs del 211 aC, Gai Semproni Bles. En aquest període antic no hi ha cap altre Gneu a la família dels Semproni, i per això és més probable que l'agnomen hagués estat Gai.